# Bacillariophycidae
Bacillariophycidae, podrazred alga kremenjašica opisan 1990.; dio je poddivizije Bacillariophytina. Postoji deset redova s preko 11 130 vrsta

## Redovi
1. Bacillariales Hendey, 1937
2. Cocconeidales E.J.Cox, 2015
3. Cymbellales D.G.Mann in Round, Crawford, & Mann, 1990
4. Dictyoneidales D.G.Mann
5. Lyrellales D.G.Mann
6. Mastogloiales D.G.Mann
7. Naviculales Bessey, 1907
8. Rhopalodiales D.G.Mann, 1990
9. Surirellales D.G.Mann, 1990
10. Thalassiophysales D.G.Mann, 1990

## Drugi projekti
|  | Zajednički poslužitelj ima još gradiva o temi Bacillariophycidae |
|  | Wikivrste imaju podatke o taksonu Bacillariophycidae             |